# 山崎釼二

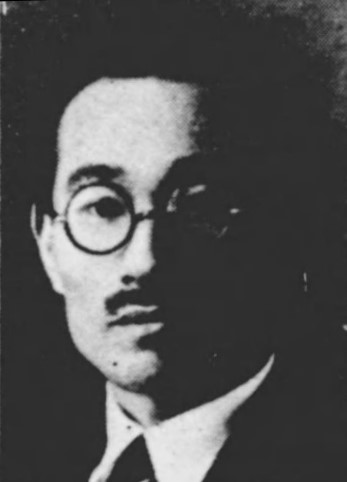
山崎釼二

山崎 釼二（やまざき けんじ、1902年9月19日 - 1958年1月31日）は、日本の政治家。衆議院議員（2期）。

## 経歴
静岡県駿東郡御厨町（現：御殿場市）出身。1915年御殿場実業学校卒。卒業後は満洲に渡り、満鉄に入るが、社会主義に関心を寄せ、満鉄を退職し、帰国した。帰国後は東京帝国大学に聴講生として通い、帰郷。以後、農民運動の指導者になる。この間、看護婦の藤原道子と結婚した。
その後、労働農民党、社会大衆党に入り。沼津市議、静岡県議を経て。1936年の第19回衆議院議員総選挙において静岡2区（当時）から社会大衆党で立候補して初当選する。翌年の第20回衆議院議員総選挙でも再選。1942年の第21回衆議院議員総選挙には立候補しなかった。同年、日本占領中のボルネオ（現在の東マレーシア）に渡り、ケニンガウ州知事となる。
敗戦により、1946年に帰国するが、戦後第1回の総選挙(第22回衆議院議員総選挙）には間に合わず、妻の道子が日本社会党公認で立候補した。しかし、ボルネオ人女性とその間に生まれた子を連れての帰国だったため、道子は衝撃を受けた。道子は当選したものの、道子は釼二との離婚を決意した。釼二も日本社会党に入り、翌年の第23回衆議院議員総選挙では釼二と道子は同じ静岡2区から立候補するが、釼二は無所属、道子は社会党から立候補し、選挙の結果、道子は当選、釼二は落選した。
1950年に離婚が成立した（道子はこの年から参議院に鞍替え）。釼二は翌1951年に沼津市議に再び当選、1952年の第25回衆議院議員総選挙に社会党右派から立候補したが落選、翌年、離党。その後ブラジルに渡り、農園を開いた。1958年同地で死去した。